# ترولي باص

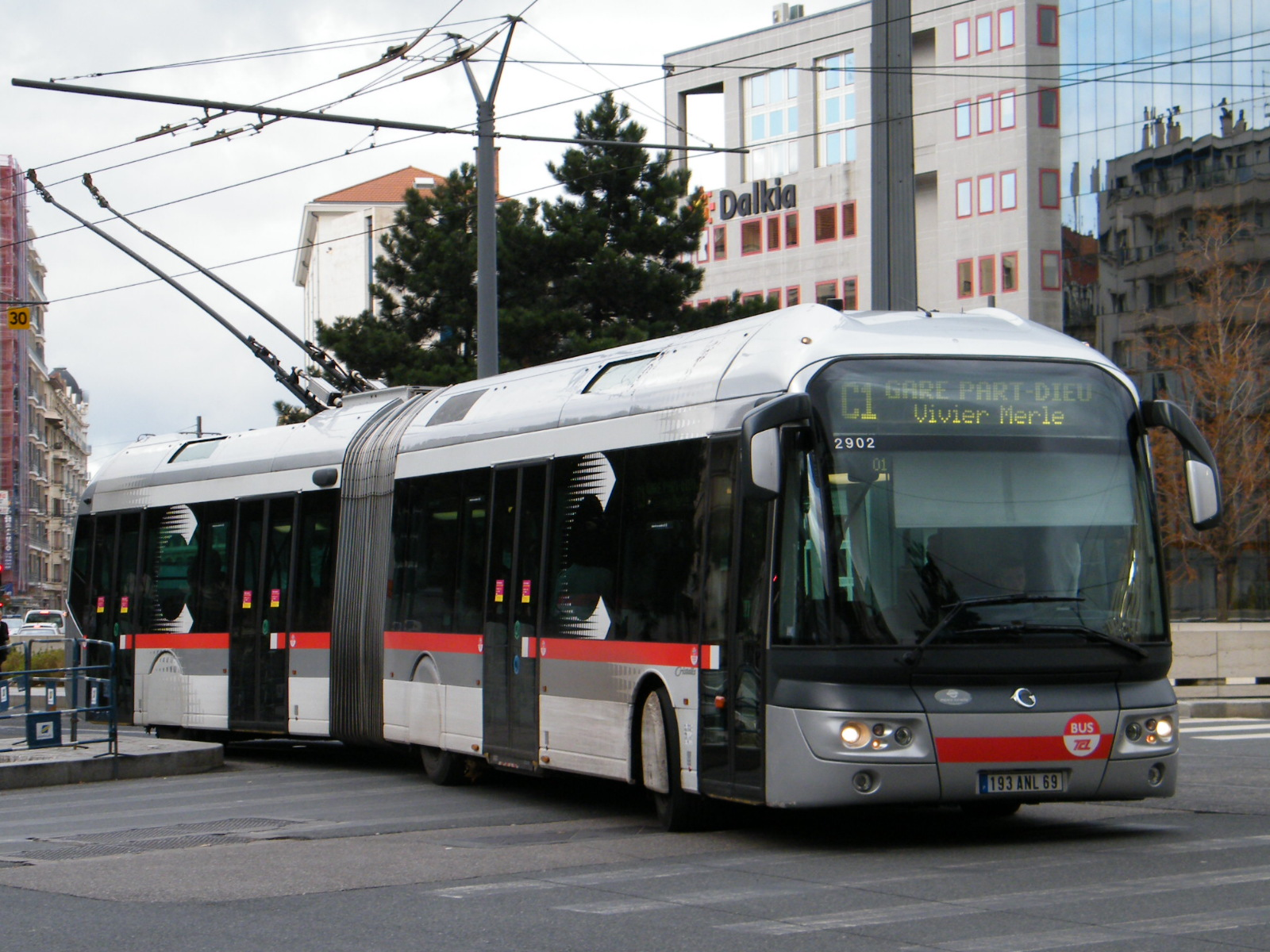
ترولي باص كريستاليز من شركة آيرس باص (Irisbus) في ليون، فرنسا

الحافلة سطحية التمديد الكهربائي أو ترولي باص أو التُّرولي (بالإنجليزية: Trolleybus)‏ هي نوع من الحافلات الكهربائية، وتستمد الكهرباء اللازمة لتشغيله من أسلاك علوية (تتدلى عمومًا من واصلات على جانب الطريق) بواسطة أعمدة الترولي المحملة بنابض. ولا بد من وجود سلكين وأعمدة لاستكمال الدائرة الكهربائية. ويختلف هذا عن الترام، الذي يستخدم عادةً القضبان باعتبارها جزء التيار العائد في المسرى الكهربائي، ولذلك لا يحتاج إلا لسلك واحد وعمود واحد (أو بانتوغراف). ويختلف أيضًا عن أنواع الحافلات الكهربائية الأخرى التي تعتمد على البطاريات.
يوجد حاليًا نحو 315 شبكة ترولي باص في الخدمة في المدن والبلدات في 45 دولة. ويبلغ إجمالي عدد شبكات ترولي باص التي تم إنشاؤها أكثر من 800 شبكة، ولكن لا يزيد عدد الشبكات التي تعمل في نفس الوقت عن 400 شبكة.

## الخلفية

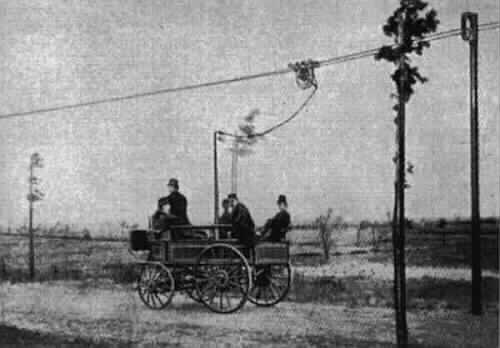
"الإلكتروموت"، أول ترولي باص في العالم، في مدينة برلين، ألمانيا، عام 1882

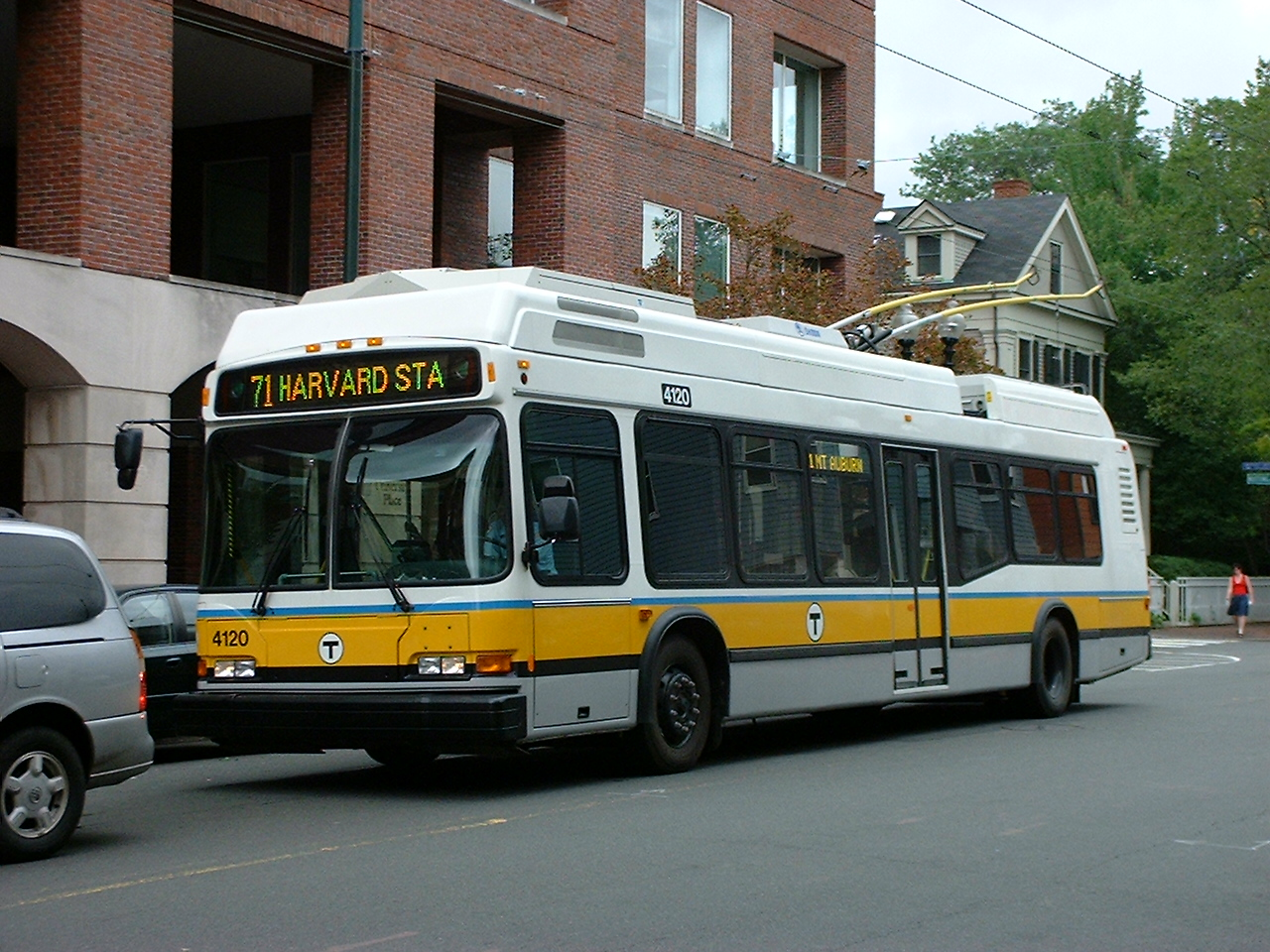
ترولي باص منخفض الأرضية تابع لـ سلطة النقل في خليج ماساشوستس (MBTA) (بوسطن) بالقرب من ساحة هارفارد، في كامبريدج، الولايات المتحدة الأمريكية. ويعد الباب «البعيد» (على الجانب الأيسر للحافلة، بالرغم من أن حركة المرور على الجانب الأيمن) غريبًا بالنسبة للحافلات التي تستخدم محطة ساحة هارفارد في كامبريدج

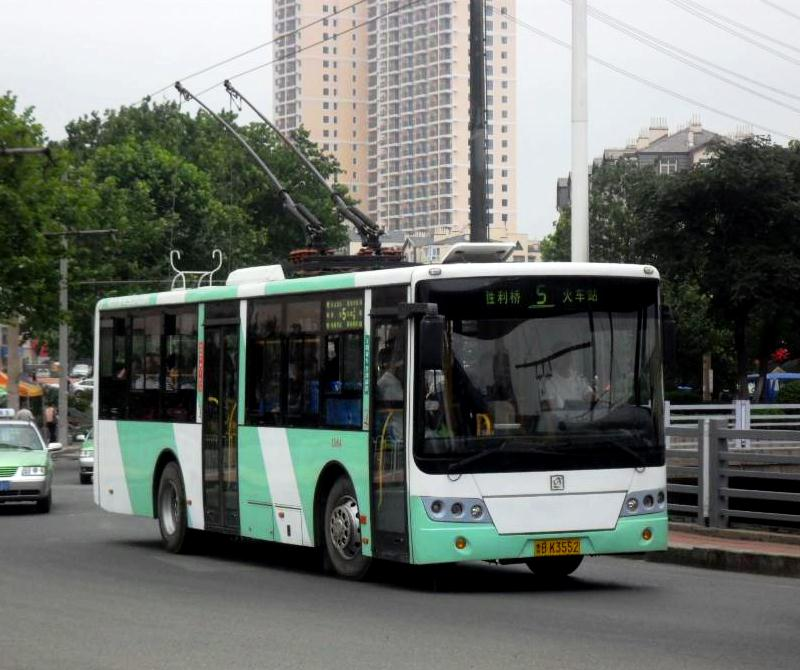
ترولي باص في مدينة كينجداو، الصين

يعود تاريخ ترولي باص إلى 29 أبريل 1882، عندما شغّل الدكتور إيرنست فيرنر فون سيمنز (Ernst Werner von Siemens) حافلة "الإلكتروموت التي اخترعها في إحدى ضواحي برلين. وقد استمرت هذه المظاهرة التجريبية حتى 13 يونيو 1882، وبعد ذلك طرأت بعض التطورات في أوروبا، بالرغم من إجراء تجارب منفصلة في الولايات المتحدة الأمريكية. وفي عام 1899، ظهرت حافلة أخرى يمكنها السير على القضبان أو خارجها في مدينة برلين. وكان التطور التالي عندما شغّل لومبارد جيرين (Lombard Gérin) خطًا تجريبيًا في معرض باريس لعام 1900 بعد أربع سنوات من إجراء التجارب؛ حيث ربط الخط المعرض بمحطة بورت دي فينسينز. وكان التطور الأكبر من نصيب ماكس سكيمان (Max Schiemann) عندما اشتغل أول ترولي باص لنقل الركاب في العالم في 10 يوليو 1901 في بيلاتال (بيلا فالي، بالقرب من دريسدن)، في ألمانيا. شيد سكيمان شبكة بيلاتال وشغلها، كما يعزو إليه الفضل في تطوير نظام تجميع التيار الكهربائي للحافلة الكهربائية تحت الطريق، إلى جانب سلكين علويين متوازيين أفقيًا وأعمدة ترولي قوية محملة بنابض لربطها بالأسلاك. وعلى الرغم من توقف هذه الشبكة عن تقديم الخدمة في عام 1904، فقد استطاع سكيمان تطوير ما يُعرف الآن باسم النظام المعياري لتجميع التيار الكهربائي للترولي باص. في البداية، كانت الطرق الأخرى المستخدمة في تجميع التيار الكهربائي قليلة. وتم تشغيل شبكة سيديه ستول (Cédès-Stoll) المعروفة باسم مرسيدس إلكتريك ستول (Mercédès-Électrique-Stoll) بالقرب من مدينة دريسدن بين عامي 1902 و1904، وكذلك في فيينا. وتم تجربة شبكة لويد كولر (Lloyd-Köhler) أو بريمن في بريمن وظهرت شبكة فيلوفيا بالقرب من ميلان.
أصبحت مدينتا ليدز وبرادفورد أول مدينتين تستخدمان حافلات ترولي باص في بريطانيا العظمى في 20 يونيو 1911. وكانت مدينة برادفورد أيضًا آخر مدينة اشتغلت فيها حافلات ترولي باص في المملكة المتحدة؛ حيث توقفت الشبكة عن العمل في 26 مارس 1972. بالإضافة إلى أن آخر ترولي باص ذي مدخل خلفي في بريطانيا كان أيضًا في مدينة برادفورد وتمتلكه الآن مؤسسة ترولي باص برادفورد (Bradford Trolleybus Association). كانت مدينة برمينغهام أول مدينة تستبدل خط ترام بحافلات ترولي باص، بينما أصبحت مدينة وولفرهامبتون، تحت إدارة تشارلز أوين سيلفرز (Charles Owen Silvers)، ذات شهرة عالمية بسبب تصاميم ترولي باص بها. كانت تجوب في شوارع المملكة المتحدة 50 شبكة ترولي باص، وكان أكبرها في لندن. وحينما وصلت حافلات ترولي باص إلى بريطانيا في عام 1911، كانت شبكة سكيمان ناجحة والأكثر انتشارًا، بالرغم من تجربة شبكة سيديه ستول (مرسيدس إلكتريك ستول) في وست هام (في عام 1912) وفي كيغلي (في عام 1913).
في الولايات المتحدة، اشتركت بعض المدن، التي تتولى فيها مؤسسة خدمات النقل في بروكلين-مانهاتن (مؤسسة خدمات النقل في بروكلين-مانهاتن ومدينة نيويورك)، في فكرة برنامج المواصلات العامة الحضرية "all-four" المتعلقة باستخدام الحافلات وترولي باص والترام (يطلق عليه في الولايات المتحدة الترامواي أو الترولي) وقطار الأنفاق و/أو القطارات المرفوعة (المترو)، حسبما يكون مناسبًا، في الطرق بدءًا من الطرق قليلة الاستخدام إلى الخط الرئيسي ذي أعلى مستويات الكثافة المرورية. وكان يُنظر إلى الحافلات العادية وحافلات ترولي باص على وجه الخصوص على أنها شبكات مبدئية يمكن تحديثها فيما بعد لخطوط سكك حديدية. وبالمثل، فقد تعاملت العديد من المدن البريطانية مع خطوط سير ترولي باص على أنها امتدادات لخطوط سير الترام (الترامواي)؛ حيث لم يكن من الممكن تبرير تكلفة تشييد أو تجديد المسار في ذلك الوقت، ولكن تغيرت وجهة النظر هذه بوضوح (ليصبح التعامل معها على أنها استبدال كامل لخطوط سير الترام) في السنوات التي تلت عام 1918. وبالرغم من قيام مؤسسة خدمات النقل في بروكلين-مانهاتن الموجودة في مدينة بروكلين بتشييد خط ترولي باص واحد، فقد قامت مدن أخرى، وخصوصًا سان فرانسيسكو (ولاية كاليفورنيا) وفيلادلفيا (ولاية بنسلفانيا)، ببناء شبكات أكبر ويبدو أنها ما زالت تطبق منهج برنامج المواصلات العامة الحضرية "all-four" إلى يومنا هذا.[بحاجة لمصدر]
وقد شُيدت بعض خطوط ترولي باص في الولايات المتحدة (وفي بريطانيا، كما ذكرنا آنفًا) عندما لم يكن عدد ركاب خطوط سير الحافلة أو الترام كافيًا ليتيح لها صيانة المسار أو تجديده. وهكذا، تم تغيير مشروع ترام مقترح في مدينة ليدز، بالمملكة المتحدة، إلى مشروع ترولي باص لخفض التكاليف.
لم تعد حافلات ترولي باص منتشرة في أمريكا الشمالية اليوم، ولكنها ما زالت منتشرة في العديد من الدول الأوروبية إلى جانب روسيا والصين، وعمومًا فإن مستويات استخدامها تقع بين خطوط السكك الحديدية (الترام) وحافلات الديزل. ويبلغ عدد المدن التي تعمل بها حافلات ترولي باص اليوم نحو 315 مدينة أو منطقة حضرية حول العالم. (المزيد من التفاصيل عن الاستخدام والصيانة، أدناه.)

## التصميم
|  | 1. خط مكهرب 2. لافتة الوجهة أو خط السير 3. مرآة الرؤية الخلفية 4. المصابيح الأمامية 5. أبواب الصعود (الدخول) 6. عجلات الاتجاه (الدوران) 7. أبواب النزول 8. عجلات الجر 9. عناصر تزيينية 10. بكرات الشداد/الساحب 11. حبل العمود 12. النعال 13. عمود (أعمدة) الترولي 14. خطاطيف تخزين العمود 15. قاعدة عمود الترولي ولوح التغطية الانسيابية/الغطاء 16. رقم الحافلة |

## المزايا

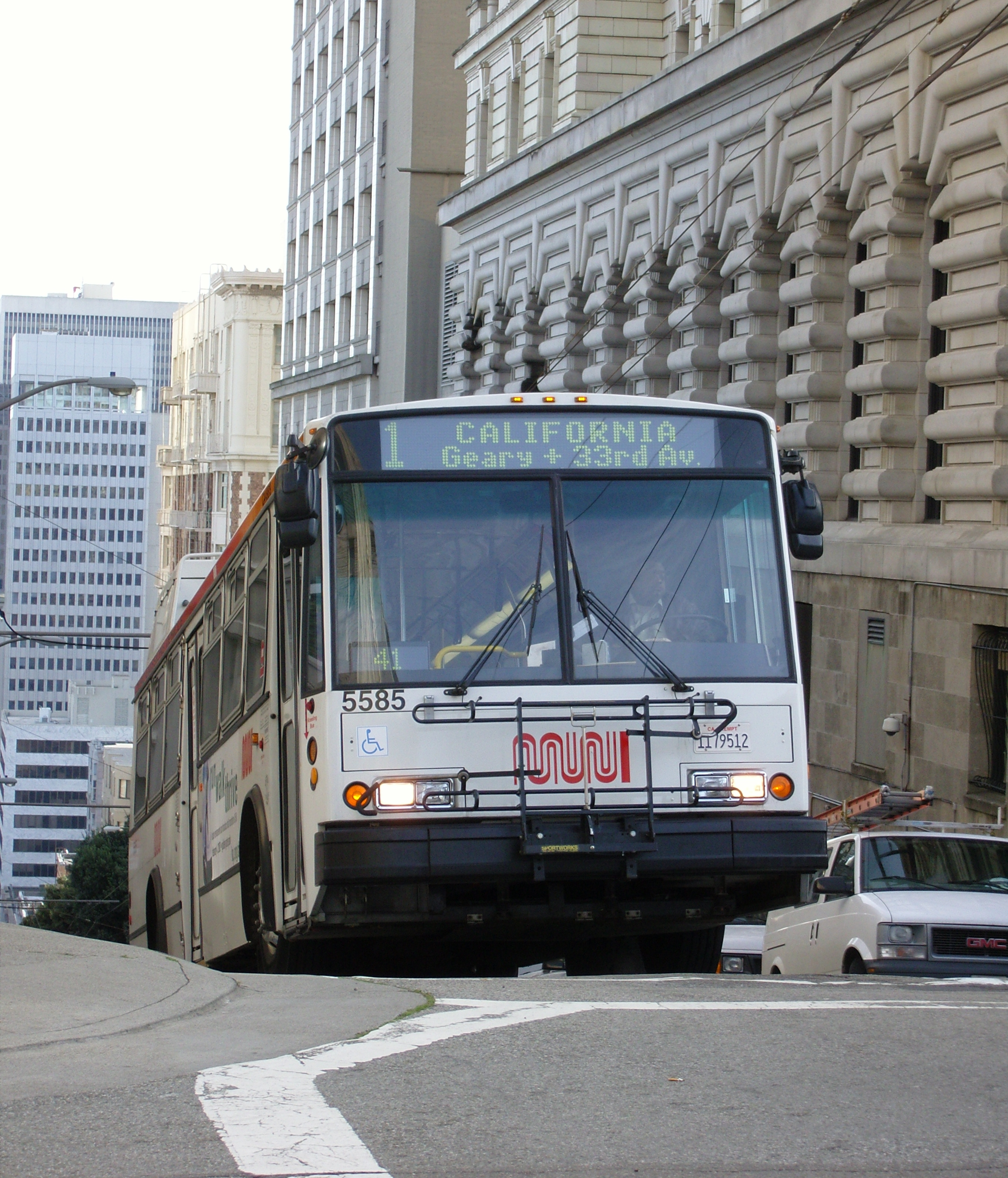
ترولي باص تابع لـ سكك حديد بلدية سان فرانسيسكو (Muni) يسير في منطقة نوب هيل

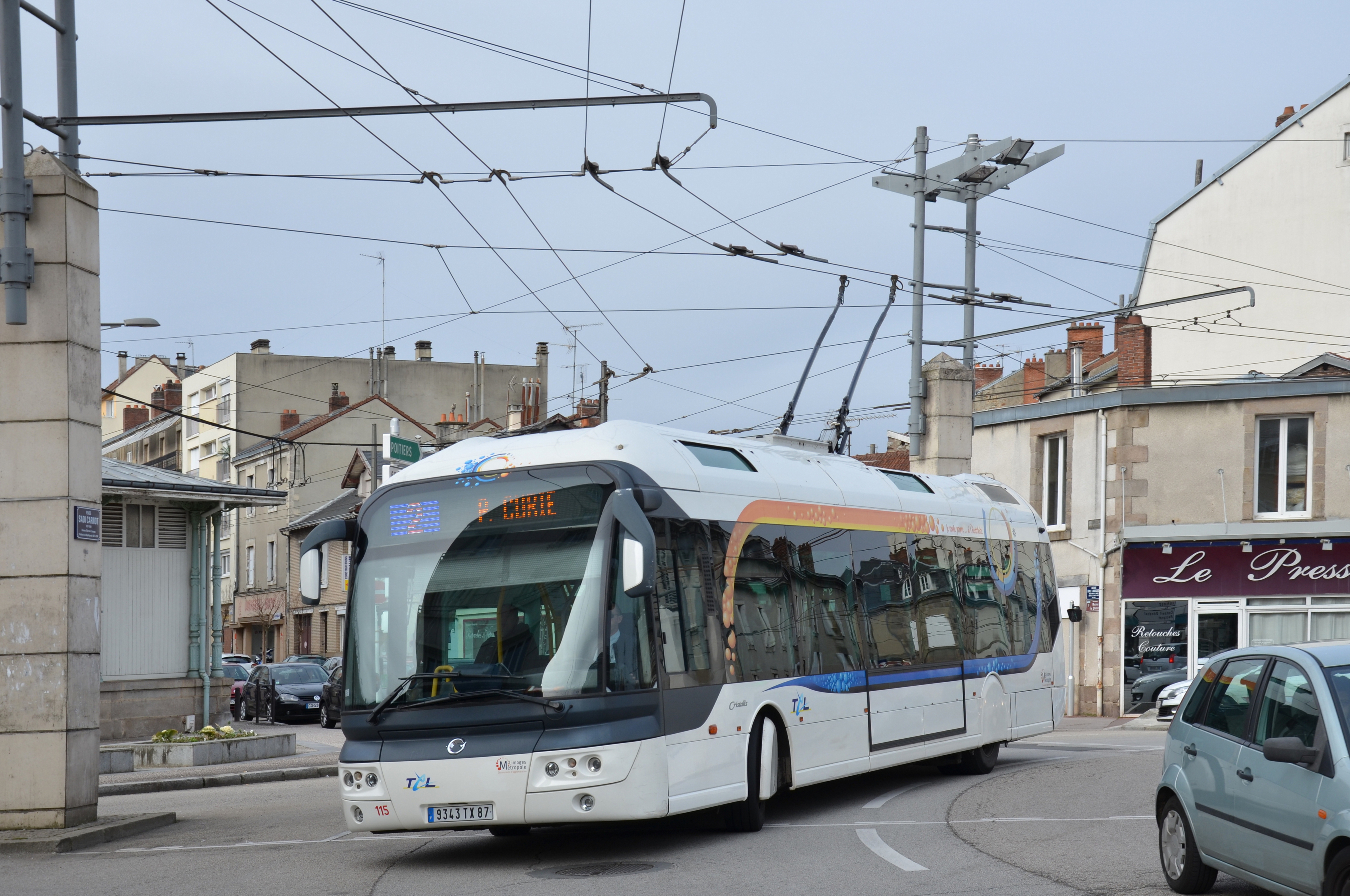
ترولي باص كريستاليز من "آيرس باص" في ليموج، فرنسا

تتميز حافلات ترولي باص بأنها ملائمة للسير على الطرق شديدة التحدر؛ حيث إن المحركات الكهربائية أكثر فاعلية من محركات الديزل في توفير عزم الدوران عند بدء التشغيل، وهو ما يمثل ميزة لصعود التلال المنحدرة. وعلى عكس محركات الاحتراق، فإن المحركات الكهربائية تستمد الطاقة من وحدة مركزية ويمكن زيادة الحمل عليها لفترات قصيرة دون أن تتضرر. وتستخدم كل من مدينتي سان فرانسيسكو وسياتل، مدينتان أمريكيتان كثيرتا التلال، حافلات ترولي باص لهذا السبب، وكذلك لتحسين جودة الهواء. ونظرًا لتسارعها والأداء الفرملي، فإن حافلات ترولي باص يمكنها التفوق على أداء حافلات الديزل في الامتدادات المنبسطة أيضًا.
تتميز الإطارات المطاطية لحافلات ترولي باص بأن التصاقها أفضل من التصاق عجلات الترام الصلبة بالقضبان الحديد؛ مما يمنحها قدرة أفضل على صعود التلال والفرملة. وبعكس عربات القطار (التي لا تتوفر لها مسارات جانبية)، فإنه يمكن نقل الحافلة المعطلة إلى جانب الطريق وإنزال أعمدة الترولي حتى تستطيع حافلات ترولي باص الأخرى الاستمرار في طريقها. هذا بالإضافة إلى أنه نظرًا لعدم تقيدها بمسارات محددة، فمن الممكن توقف حافلات ترولي باص بجانب الرصيف مثل حافلات الديزل؛ وهو ما يقلل الحاجة لتخصيص جزر في منتصف الشارع لصعود الركاب على متن الحافلة.
كما هو الحال مع المركبات الكهربائية الأخرى، فإن حافلات ترولي باص أكثر صداقة للبيئة في المدينة من المركبات التي تعمل بـ الوقود الأحفوري أو الهيدروكربون (بترول/بنزين، ديزل، كحول، إلخ). وبالرغم من أن الطاقة التي تعمل بها الحافلات ليست مجانية؛ حيث يجب إنتاجها في محطات طاقة مركزية إلى جانب المفقودات المباشرة أثناء توليد الكهرباء، إلا أنه يتم إنتاجها بفاعلية أكبر. علاوةً على ذلك، فإنها ليست مرتبطة بمصدر وقود محدد وأكثر ملاءمةً للتحكم في التلوث لكونها تستمد طاقتها من مصدر نقطي بخلاف المركبات الشخصية بمحركاتها التي تطلق الغازات والجسيمات الضارة على مستوى الشوارع. بالإضافة إلى أن بعض المدن، مثل كالغاري، بمقاطعة ألبرتا تشغّل شبكات القطارات الخفيفة باستخدام قوة الرياح، التي تتميز بخلوها من الانبعاثات متى تم تشييد التوربينات وتركيبها. بينما تستخدم مدن أخرى، فانكوفر، مقاطعة كولومبيا البريطانية، مثلاً، الطاقة الكهرومائية. وميزة أخرى في حافلات ترولي باص هي أنه يمكنها توليد الكهرباء من الطاقة الحركية أثناء الكبح، وهي عملية معروفة باسم الكبح بالتوليد المعاكس. ومع ذلك، حتى يعمل الكبح بالتوليد المعاكس بهذه الصورة، فلا بد أن تكون هناك حافلة أخرى على نفس الدائرة الكهربائية بحاجة إلى طاقة، أو وجود مسار لإعادة الطاقة الزائدة إلى أنظمة الطاقة الكهربائية التجارية. وإلا بات لزامًا تبديد القدرة الكابحة في شبكات المقاومة بالحافلة، وهو ما يطلق عليه اسم «الكبح الديناميكي». وهناك بدائل، مثل البطاريات أو الحدافات في الحافلة أو محطة توليد الكهرباء للحافلات، ولكنها تضيف إلى نفقات الاستثمار والتعقيد والصيانة.
وعلى عكس الترام أو الحافلات التي تعمل بالبنزين والديزل، فإن حافلات ترولي باص تكون عديمة الضوضاء تقريبًا ولا يصدر عنها صوت الضجيج الصادر عن المحرك أو حركة العجلات على القضبان. وهذا لا يعني أنه لا يصدر عنها ضوضاء إطلاقًا، ولكن يكون مصدر الضجيج الأنظمة المساعدة، مثل مضخات التوجيه الكهربي وأجهزة تكييف الهواء. وكانت حافلات ترولي باص القديمة التي لم تكن بها هذه الأنظمة أكثر هدوءًا حتى وكان يشار إليها غالبًا، في المملكة المتحدة على الأقل، باسم «الخدمة الصامتة». ومع ذلك، كان لهذا السكون عيوبه أيضًا؛ حيث كان يقع بعض المارّة ضحية لما عُرف باسم «الموت الصامت» (في بريطانيا) أو «الموت الهامس» (في أستراليا).
يُفضل استخدام حافلات ترولي باص ولا سيما حيث تكون الكهرباء متوفرة ورخيصة. ومن أمثلة ذلك شبكات ترولي باص واسعة النطاق في مدينة فانكوفر بكندا وسياتل في الولايات المتحدة الأمريكية، حيث تستمد الشبكتان الطاقة الكهرمائية من نهر كولومبيا وشبكات النهر الهادئ الأخرى. وتشغّل سان فرانسيسكو شبكتها بالطاقة المائية المستمدة من وحدة توليد هيتش هيتشي المملوكة للمدينة.
كما يتضح من الأمثلة المذكورة في هذا المقال، فإن الحافلات الكهربائية (ترولي باص) معمرة للغاية مقارنةً بالحافلات المزودة بمحركات الاحتراق الداخلي. ونظرًا لعدم إدخال العديد من التغييرات على التركيب الأساسي للحافلات منذ أكثر من خمسين عامًا، فمن الممكن تحديثها مثلما تم تزويد العديد من حافلات ترولي باص بأجهزة تكييف الهواء عندما أصبحت متوفرة. وتعد إضافة رافعات الكراسي المتحركة إلى الحافلات أمرًا بسيطًا نسبيًا، كما أن التعليق الأمامي في وضع الركوع (kneeling front suspension) يمثل سمة مشتركة في التعليق الهوائي على المحور الأمامي بدلاً من محور العجلة.
تُستخدم حافلات ترولي باص على نطاق واسع في مدن أوروبية كبيرة، مثل أثينا وبلغراد وبراتيسلافا وبوخارست وبودابست وكيشيناو وكييف وليون وميلان ومينسك وموسكو وريغا وسانت بطرسبرغ وصوفيا وفارنا وزيورخ، بالإضافة إلى مدن أصغر، مثل أرنهيم وبرغن وبرست (بيلاروسيا) وكلوج-نابوكا وكويمبرا وغدينيا وكاوناس ولوزان وليموج ولوسرن وبارما وبياترا نيامتس وبلزن وبريشوف وسالزبورغ وسولينغن وزيجيد وتالين ويالطا. وإدراكًا منها لمزايا هذه المركبات بلا عادم، فقد بدأت بعض المدن في توسيع شبكاتها مرة أخرى، بينما خططت أخرى، مثل ليتشي وليدز لتطوير شبكات ترولي باص جديدة.
في كامبريدج، بولاية ماساتشوستس، ما زالت شبكة ترولي باص قيد الاستخدام لأن محطة هارفارد، حيث تنتهي العديد من خطوط الحافلات، موجودة في نفق كانت تستخدمه حافلات الترام سابقًا. وعلى الرغم من أن حافلات الديزل تستخدم النفق، فإن هناك قيودًا على استخدامه بسبب الدخان المتصاعد. بالإضافة إلى أن حافلات ترولي باص ما زالت تحظى بتأييد شعبي.

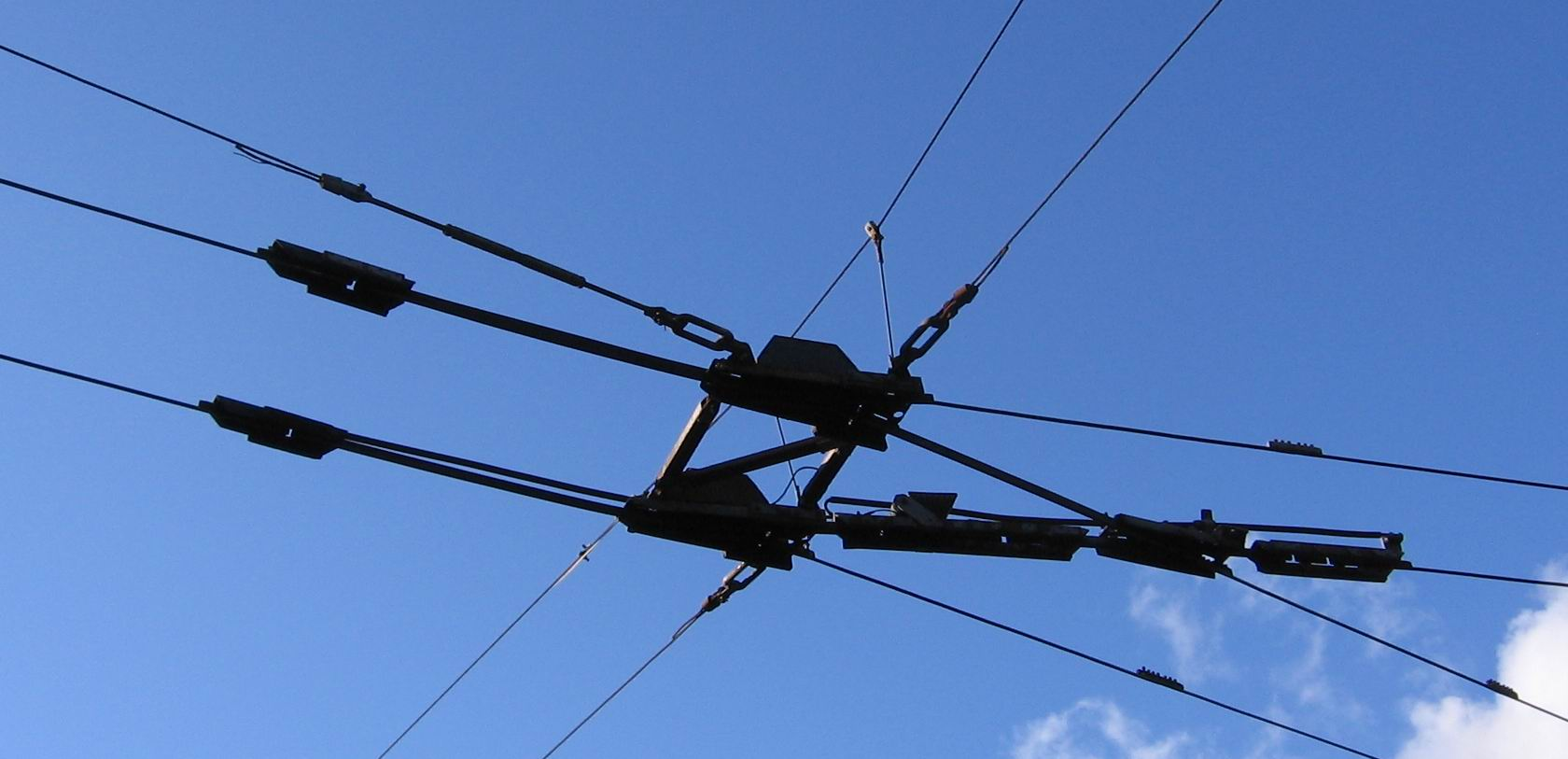
محولة سلك ترولي باص

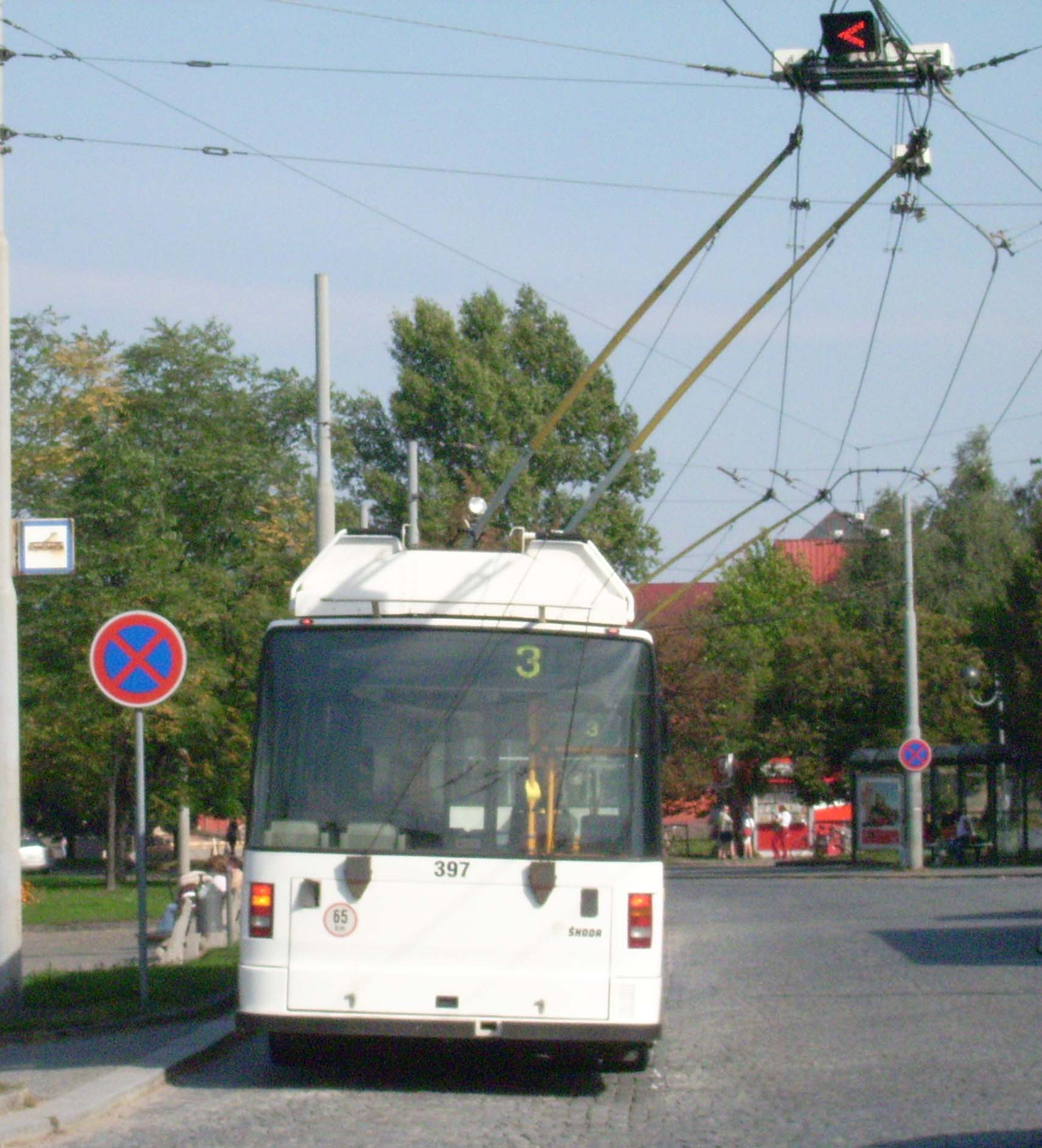
مؤشر محولة السلك

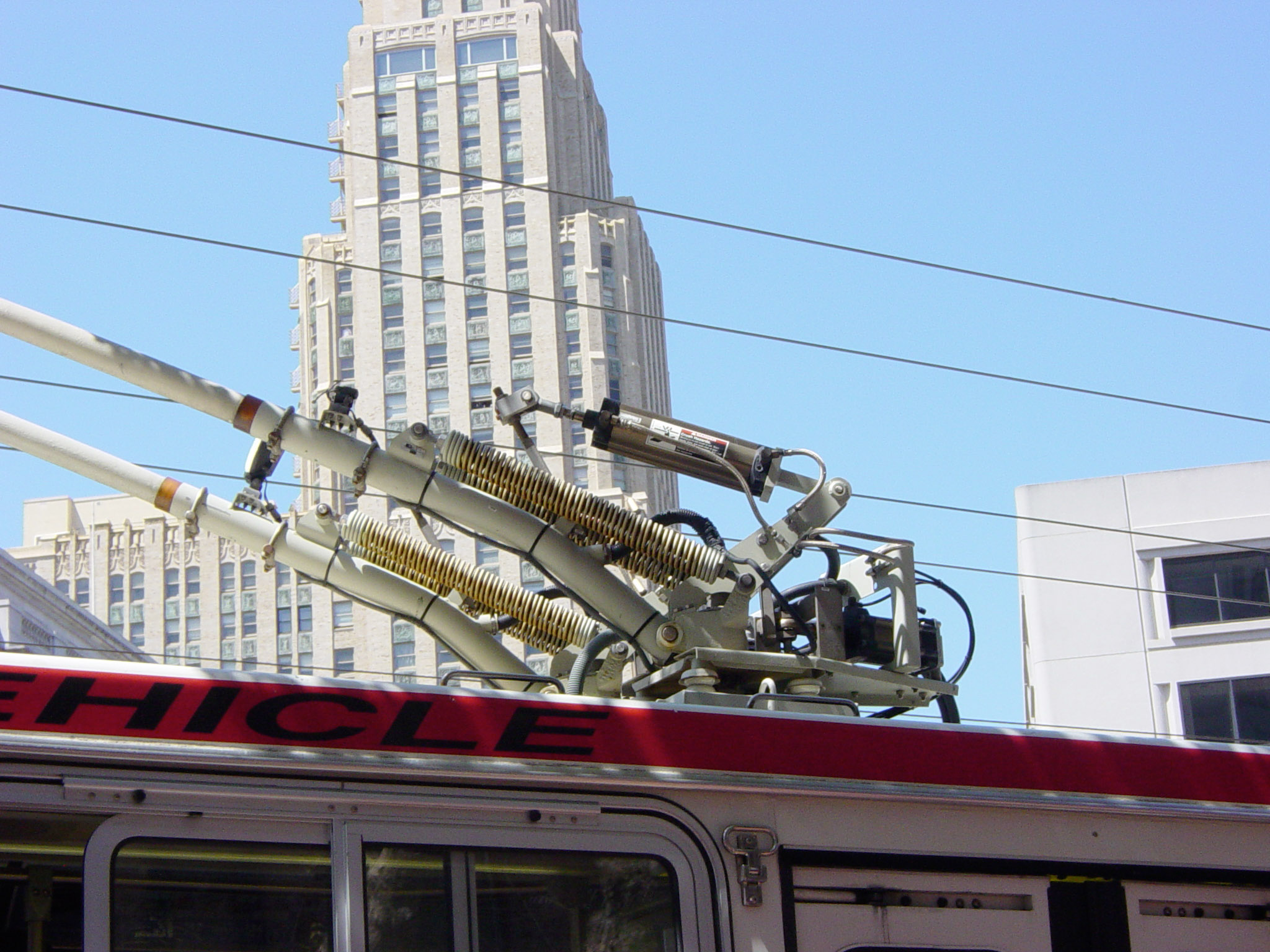
قواعد أعمدة ذات نوابض وأسطوانات إنزال العمود الهوائي

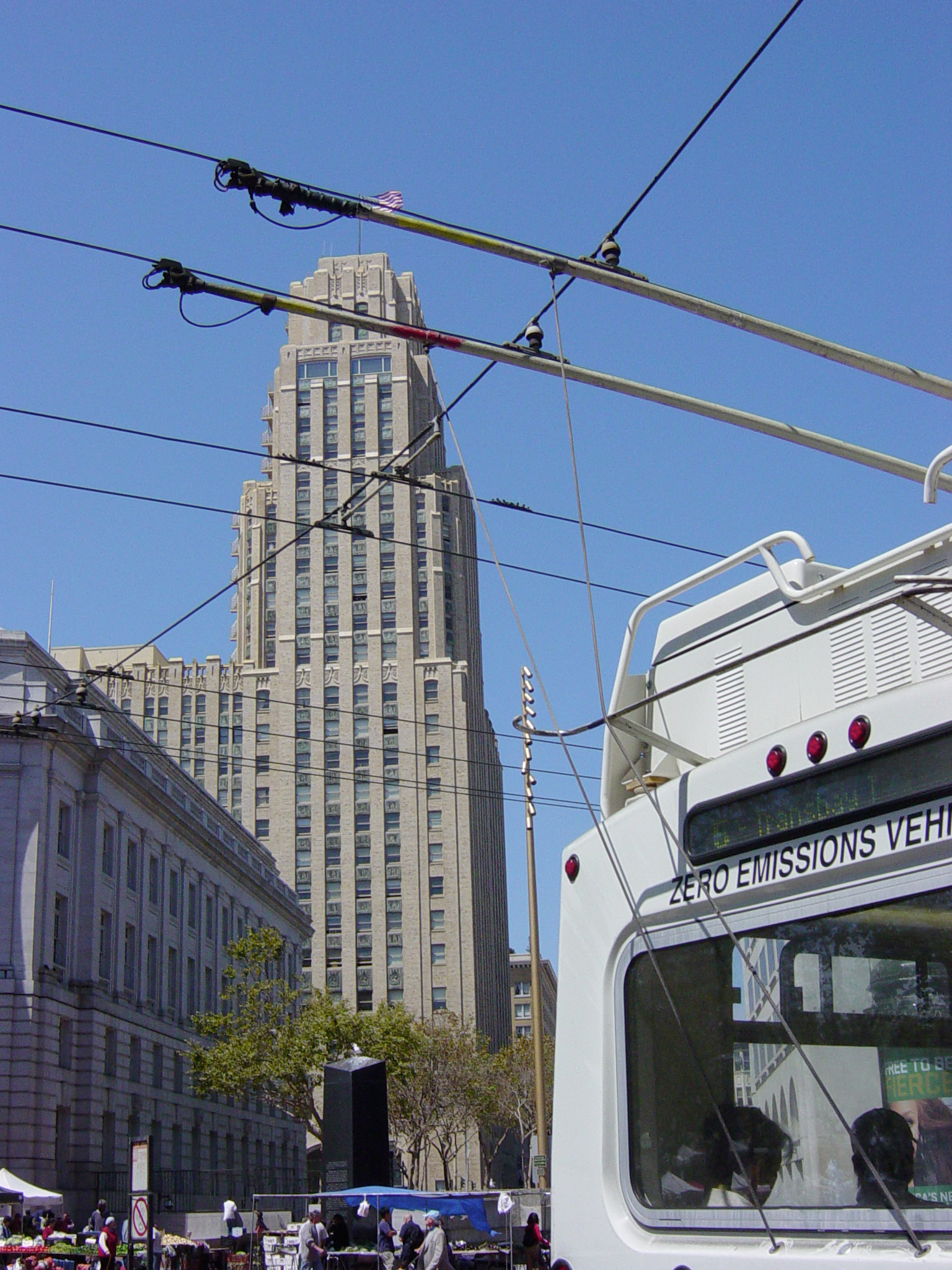
عمود معزول ونعال تلامس وحبال جر

## العيوب
لا يكون تحويل المسارات، بصورة مؤقتة أو دائمة، متاحًا بسهولة خارج مناطق «وسط المدينة» حيث يمكن تحويل مسارات الحافلات من خلال الشوارع المجاورة لمنطقة العمل التي تعمل بها خطوط سير ترولي باص الأخرى. وقد ظهرت هذه المشكلة في مدينة فانكوفر في يوليو 2008، عندما وقع انفجار أدى إلى غلق العديد من الطرق في قلب المدينة. ونتيجة إغلاق الطرق، اضطرت حافلات الترولي للدوران عدة كيلومترات خارج خط سيرها لتظل متصلة بالأسلاك؛ مما جعلها لا تمر على مناطق رئيسية في خطوط سيرها وعدم الالتزام بجدول مواعيد الخدمة. هذا بالإضافة إلى تضمن حافلات ترولي باص على خصائص تشغيل فريدة، منها أنه ينبغي على سائقي الترولي الإبطاء عند المنعطفات وخلال المحولات الموجودة في شبكة الأسلاك العلوية.
تعرضت بعض شبكات ترولي باص لانتقادات لأسباب جمالية، مع شكوى ساكني المدينة من أن كومة الأسلاك العلوية المختلطة منظرها قبيح. وغالبًا ما يكون شكل التداخلات مثل «السقف المكفف» بسبب التقاطع المتعدد ومجموعات أسلاك الترولي المتقاربة.
في بعض الأحيان، تحدث أعطال في الأسلاك العلوية (Dewirements) - عندما تنخلع أعمدة الترولي من الأسلاك - وخصوصًا في المناطق المعرضة لتساقط كثيف للثلوج. وبعد حدوث العطل في الأسلاك العلوية، تصبح حافلات ترولي باص غير المزودة بـ وحدة طاقة ثانوية (APU) مقطوعًا عنها الطاقة. ومع ذلك، فإن الأعطال في الأسلاك العلوية نادرة الحدوث نسبيًا في الشبكات الحديثة المجهزة بأسلاك علوية ومشابك تعليق ووصلات و«نعال تلامس» تحظى بصيانة جيدة. جدير بالذكر أن حافلات ترولي باص مجهزة بحبال أعمدة معزولة خاصة يستخدمها السائقون لإعادة توصيل أعمدة الترولي بالأسلاك العلوية في حالة حدوث عطل فيها. وعند الاقتراب من المحولات، ينبغي أن تخفف حافلات ترولي باص من سرعتها حتى تتجنب حدوث عطل في الأسلاك العلوية، ويمكن أن يسهم تخفيف السرعة في زيادة اختناق المرور إلى حدٍ ما.
لا تستطيع حافلات ترولي باص تجاوز بعضها البعض في الخدمة العادية إلا إذا توفرت مجموعتان منفصلتان من الأسلاك ومحول أو كانت المركبات مزودة بالقدرة على السير لاسلكيًا، وقد أصبحت هذه الميزة الأخيرة سمة مشتركة بشكل متزايد في حافلات ترولي باص الجديدة.

## أحدث تطورات الطاقة

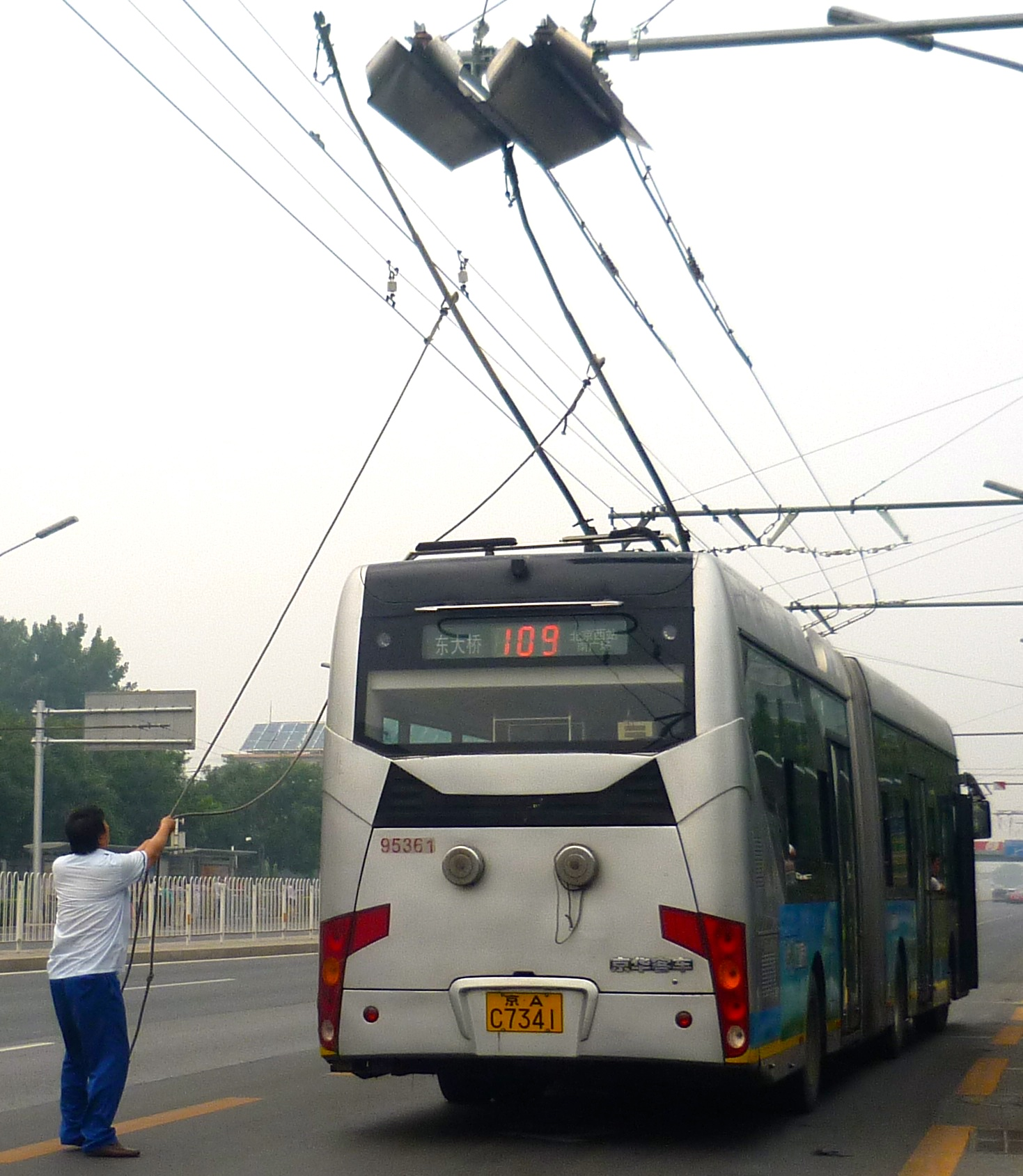
التغيير من التشغيل بطاقة الديزل أو البطارية إلى الأسلاك العلوية. في هذا النموذج، الحبال موصلة ببكرات صغيرة تنزلق على الأعمدة بعد الانتهاء من إجراء التعديلات؛ مما يقلل المشاكل الناجمة عن المخربين. وينبغي أن توجه الصناديق العلوية نعال عمود الترولي على الأسلاك دون الحاجة لتعديل يدوي.

ومع ظهور التصاميم الهجينة، لم تعد حافلات ترولي باص متصلة بأسلاك علوية. ومنذ ثمانينيات القرن العشرين، قامت شبكات ترولي باص في سكك حديد بلدية سان فرانسيسكو في سان فرانسيسكو وترانس لينك في فانكوفر وفي بكين، وشبكات أخرى، بشراء حافلات ترولي باص مزودة ببطاريات تتيح لها السير لمسافات طويلة إلى حدٍ ما بدون الأسلاك. ويمكن أيضًا استخدام المكثفات السوبر في السير بالحافلات مسافات قصيرة.
وبدلاً من ذلك، يمكن تزويد حافلات ترولي باص بمقدرة محدودة للسير بدون أسلاك - محرك ديزل صغير أو وحدة بطارية - للاستخدام في حالة الطوارئ أو كاحتياطي فقط، أو مقدرة الوضع المزدوج كاملة. وتتيح وحدة الطاقة الثانوية البسيطة للترولي باص تجنب تعطيل الطريق أو يمكنها تقليل كمية (أو تعقيد) الأسلاك العلوية اللازمة في الجراجات العاملة (المحطات). وقد أصبحت هذه المقدرة منتشرة بشكل متزايد في حافلات ترولي باص الأجدد، وخصوصًا في أمريكا الشمالية وأوروبا الغربية؛ حيث باتت الغالبية العظمى من حافلات ترولي باص الجديدة المنتجة منذ تسعينيات القرن العشرين مزودة على الأقل بمقدرة محدودة للسير بدون أسلاك. وقد حلت هذه الحافلات تدريجيًا محل حافلات التروي باص الأقدم التي تفتقر لهذه المقدرة. وفي فيلادلفيا، حافلات ترولي باص الجديدة (المعروفة باسم «حافلات الترولي بدون قضبان») التي أدخلتها هيئة مواصلات جنوب شرق ولاية بنسلفانيا (SEPTA) في الخدمة في عام 2008 مزودة بوحدات طاقة كهربائية-ديزل هجينة صغيرة لتشغيل الحافلات مسافات قصيرة بدون أسلاك، وذلك بدلاً من استخدام مجموعة تروس التدوير بالديزل التقليدية أو نظام البطارية فقط لتحركها بدون أسلاك.
إن مترو مقاطعة كينغ في سياتل، واشنطن وسلطة النقل في خليج ماساشوستس في بوسطن يستخدمون أو استخدموا حافلات الوضع المزدوج التي تعمل بالطاقة الكهربائية المستمدة من أسلاك علوية في حرم الطريق الثابت وطاقة الديزل في شوارع المدينة. وقد استعان المترو بطلبية خاصة من حافلات شركة بريدا المفصلية ذات المحور المركزي الذي يعمل بالكهرباء والمحور الخلفي (الثالث) الذي يعمل بوحدة تحويل القدرة التقليدية، بالإضافة إلى استخدام الكهرباء للتشغيل النظيف في نفق مواصلات وسط المدينة. ودخلت هذه الحافلات في الخدمة عام 1990 وتوقفت عن العمل عام 2005؛ حيث اُستبدلت بحافلات هجينة أنظف، هذا بالرغم من إزالة جهاز الدفع بالديزل من 59 أتوبيس من إجمالي 236 حافلة واستمرت (اعتبارًا من 2010) في شبكة خدمة النقل بترولي باص في الطرق التي لا تتضمن أنفاقًا. وتستخدم سلطة النقل في خليج ماساشوستس أتوبيسات الوضع المزدوج في الخط الفضي (خط الساحل) الجديد (تم افتتاحه في 2004).

## اعتبارات أخرى
مع تزايد تكاليف وقود الديزل والمشكلات الناجمة عن انبعاثات الجسيمات وأكسيد النيتروجين (NOx) في المدن، يمكن أن تصبح حافلات ترولي باص بديلاً جيدًا، إما كوسيلة نقل رئيسية أو كوسيلة مساعدة لشبكات المترو وقطارات الركاب اليومية.
لقد أُشير إلى أن حافلات ترولي باص ستصبح عتيقة الطراز في اقتصاد الهيدروجين في المستقبل، ولكن النقل الكهربائي المباشر يعادل ضعف كفاءة البديل؛ أي تحويل الطاقة إلى هيدروجين ونقل وتخزين الهيدروجين وتحويله إلى كهرباء مرة أخرى عن طريق خلايا الوقود.
تعتبر حافلات ترولي باص أقل ضجيجًا بكثير من المركبات المزودة بمحرك ديزل أو بنزين نظرًا لأنها تعمل بالكهرباء. وبينما يُنظر إلى ذلك على أنه ميزة، إلا أنها تجعل من الأسهل أيضًا ألا يسمع المارة وسائقو الدراجات الآخرون غير المنتبهين ترولي باص عند عبور الشارع واحتمال تعرضهم للاصطدام. ويمكن أن يسهم تركيب مكبر صوت في مقدمة الحافلة في زيادة

الضوضاء الصادرة منها لمستوى «أمان» مرغوب فيه. ويمكن توجيه صوت الضجيج هذا للمارة أمام الحافلة، وذلك بدلاً من ضوضاء المحرك التي تصدر عادةً من الجزء الخلفي في الأتوبيس ويلاحظها الواقفون أكثر من المارة.
يمكن أن تتشارك حافلات ترولي باص في الأسلاك العلوية وغيرها من المرافق الكهربائية الأساسية (مثل، المحطات الفرعية) مع حافلات الترامواي. وقد ينتج عن ذلك توفير التكاليف عندما تنضم حافلات ترولي باص لشبكة مواصلات تشتمل بالفعل على حافلات ترام، بالرغم من أن هذا يشير فقط إلى توفير محتمل في تكاليف تركيب وتشغيل حافلات ترولي باص وحدها.

## محولة سلك ترولي باص
تُستخدم محولات أسلاك ترولي باص عندما يتفرع خط الترولي إلى خطين أو عندما يتحد خطان. وقد تكون المحولة في وضع «مستقيم» أو «متفرع»، ولكنها تظل عادةً في الوضع «المستقيم» ما لم يتم تشغيلها، وترتد إليه بعد ثوانٍ معدودة أو بعدما يمر نعل العمود ويطرق على ذراع التحرير. (في بوسطن، وضع السكون أو الوضع «الافتراضي» هو «أقصى اليسار».) ويتم التشغيل من خلال ملامستين، واحدة على كل سلك قريب من وصلة المحولة وقبلها، وتزود هذه الوصلة زوجين من المغناطيس الكهربي بالطاقة، واحد في كل مفرق ذي أسلاك متباعدة. (يشير «المفرق» عمومًا لتركيبة واحدة توجه عجلة ترولي واحدة/نعل على السلك المرغوب أو عبر سلك واحد. وكان يُستخدم مصطلح «مفرق» أحيانًا للإشارة إلى وصلة المحولة بالكامل.)
يمكن استخدام العديد من الفروع عن طريق تركيب أكثر من وصلة محولة واحدة. على سبيل المثال، لتوفير فروع مستقيمة أو منعطفة جهة اليسار أو جهة اليمين في أحد التقاطعات، يتم تركيب محولة على مسافة من التقاطع لاختيار الأسلاك المثبتة على مسار الانعطاف إلى اليسار، وتثبت محولة أخرى بالقرب من التقاطع أو فيه للاختيار بين المسار المستقيم أو الانعطاف جهة اليمين. (سيكون هذا هو النظام في دول مثل الولايات المتحدة، حيث جهة السير على اليمين، بينما في الدول التي تكون جهة السير فيها على اليسار، مثل بريطانيا ونيوزيلندا، فستُستخدم المحولة الأولى (قبل التقاطع) للوصول إلى مسارات الانعطاف جهة اليمين وستكون المحولة الثانية (عادةً في التقاطع) للانعطاف جهة اليسار.)
توجد ثلاثة أنواع معروفة من المحولات هي: تشغيل الطاقة/إيقاف الطاقة (صورة المحولة أعلاه من هذا النوع) ومحولة Selectric ومحولة Fahslabend.
تُستخدم محولة تشغيل الطاقة/إيقاف الطاقة إذا كان ترولي باص يستمد قدرًا كبيرًا من الطاقة من الأسلاك العلوية، عادةً عن طريق التسارع في لحظة مرور الأعمدة على الملامسات. (تتم محاذاة الملامسات على الأسلاك في هذه الحالة.) إذا تحرك ترولي باص بانسيابية على المحولة، فلن تنشط المحولة. وتتضمن بعض حافلات ترولي باص، مثل تلك الموجودة في فيلادلفيا وفانكوفر، محولة «انسياب طاقة» مفصلية يدوية تشغّل الطاقة وتوقفها. وهذا يسمح بتشغيل المحولة في مواقف كان من المستحيل أن تشتغل فيها، مثل تنشيط المحولة أثناء كبح الفرامل أو التسارع أثناء المرور عبر المحولة دون تنشيطها. وسيؤدي تبديل المحولة المفصلية مرة واحدة إلى التسارع من خلال التسبب في سحب مقدار أكبر من الطاقة (عبر شبكة مقاومة)، ولكنه لن يؤدي إلى انسياب الحركة وسيمنع تنشيط المحولة عن طريق قطع الطاقة الكهربائية.
تتميز المحولة Selectric  بأنها ذات تصميم مشابه، ولكن يتمثل الفرق في أن الأسلاك تكون مائلة، غالبًا بزاوية 45 درجة وليست مصطفة على التوالي. ويعني هذا الميل أن مرور ترولي باص بشكل مستقيم لن يشغل المحولة، ولكن انعطاف ترولي باص سيجعل أعمدته تطابق الملامسات في شكل ميل موائم (مع وجود نعل عمود فوق الآخر)، وهو ما سيشغل المحولة بصرف النظر عن سحب الطاقة (التسارع في مقابل الانسياب).
أما بالنسبة لمحولة Fahslabend، فإن التحكم في مؤشر انعطاف ترولي باص (أو محولة منفصلة يتحكم فيها السائق) تتسبب في إرسال إشارة لاسلكية مشفرة من جهاز إرسال، يكون غالبًا ملحقًا بعمود الترولي. ويركب جهاز الاستقبال في المحولة ويتسبب في تشغيلها في حالة تلقي الشفرة الصحيحة. وميزة هذه الطريقة أنها لا تستدعي من السائق التسارع بالأتوبيس (كما هو الحال مع محولة تشغيل الطاقة/إيقاف الطاقة) أو محاولة القيام بانعطاف عنيف (كما هو الحال مع المحولة Selectric).
لا تتطلب المحولات الخلفية (حيث تتحد مجموعتان من الأسلاك) قيام المشغل بأي إجراء من جانبه. ذلك أن نعل الترولي يدفع بكرات المفرق في المكان المرغوب، أو يتم تشكيل المفرق بحيث يجري توجيه النعل فوق سلك المخرج بدون أية أجزاء متحركة.

## صانعو ترولي باص

### الحاليون
- أسترا باص (رومانيا)
- بيكونمومش
- في دي إل بيركوف
- بوجدان
- مصنع ترولي باص بشكير (BTZ)، أوفا

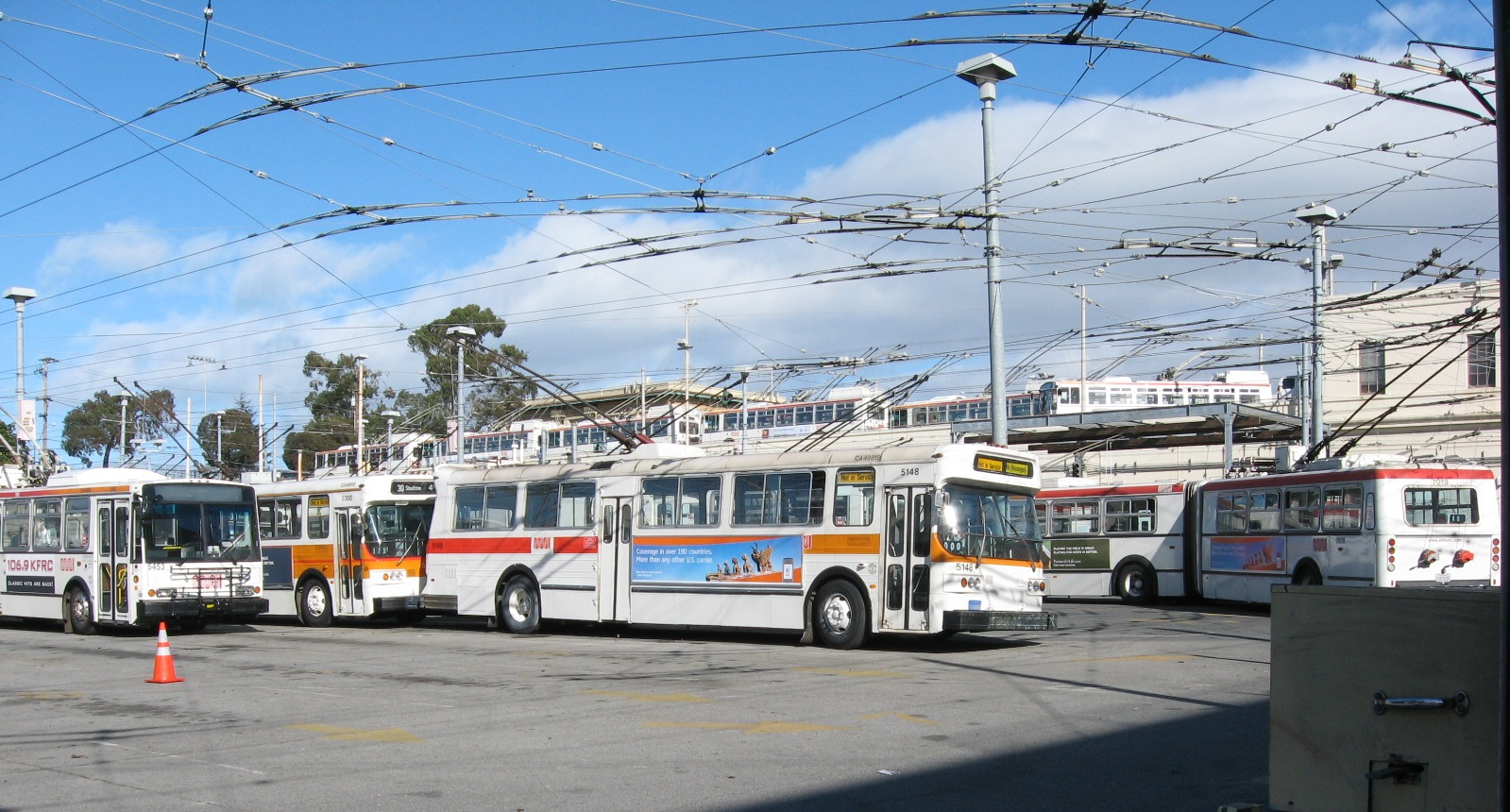
جراج (محطة) ترولي باص في سان فرانسيسكو، بالولايات المتحدة الأمريكية، يتضمن مجموعة من حافلات ترولي باص التابعة لـ سكك حديد بلدية سان فرانسيسكو يعود تاريخها إلى الفترة بين 1976 و2003. يوجد على اليسار ترولي باص طراز 14TrSF من شركة إلكتريك ترانزيت (سكودا/إيه إيه آي) الذي حل محل حافلات ترولي باص غير المتاحة من شركة فلاير في المنتصف. يقف على اليمين حافلة ترولي باص مفصلية من شركة نيو فلاير، أنتجت شركة نيوفلاير 60 حافلة ترولي باص كهربائية مفصلية لسكك حديد بلدية سان فرانسيسكو في عام 1993-1994

- بريدا مينارينيباصإيطالية (يمتلكها فينميكانيكا)
- بوسكار (البرازيل)
- سي إيه آي أوه إندوسكاربرتغالية (البرازيل)
- ديزاين لاين (نيوزيلندا)
- إلكتروترانس سيرفس
- إليترا إندستريال ش.ذ.م.م (البرازيل)
- إلبو (اليونان)
- مجموعة فيات
  - إيفيكو
    - آيرس باص (مع معدات كهربائية من سكودا ووركس)
- هيس
- لياز
- لواز
- لاز
- مرسيدس بنز
- ماز
- مترز
- نيو فلاير للصناعات أو فلاير للصناعات
- بي تي إم زيد
- سكودا ترانسبورتيشن
- سولاريس باص آند كوتش (مع معدات كهربائية من جانز (يمتلكها سكودا) ودي بي أوسترافا)
- إس أو آر ليبشافيتشيكية وبولندية[17] (مع معدات كهربائية من سكودا)
- صن وين
- ترانس ألفا
- ترولزا، منتج رئيسي في روسيا
- فان هول
- فيسون باص (منتجة ترولي باص نيوبلان سابقًا)
- فولفو
- مصنع فولغوغراد للآلات ومعدات النقل

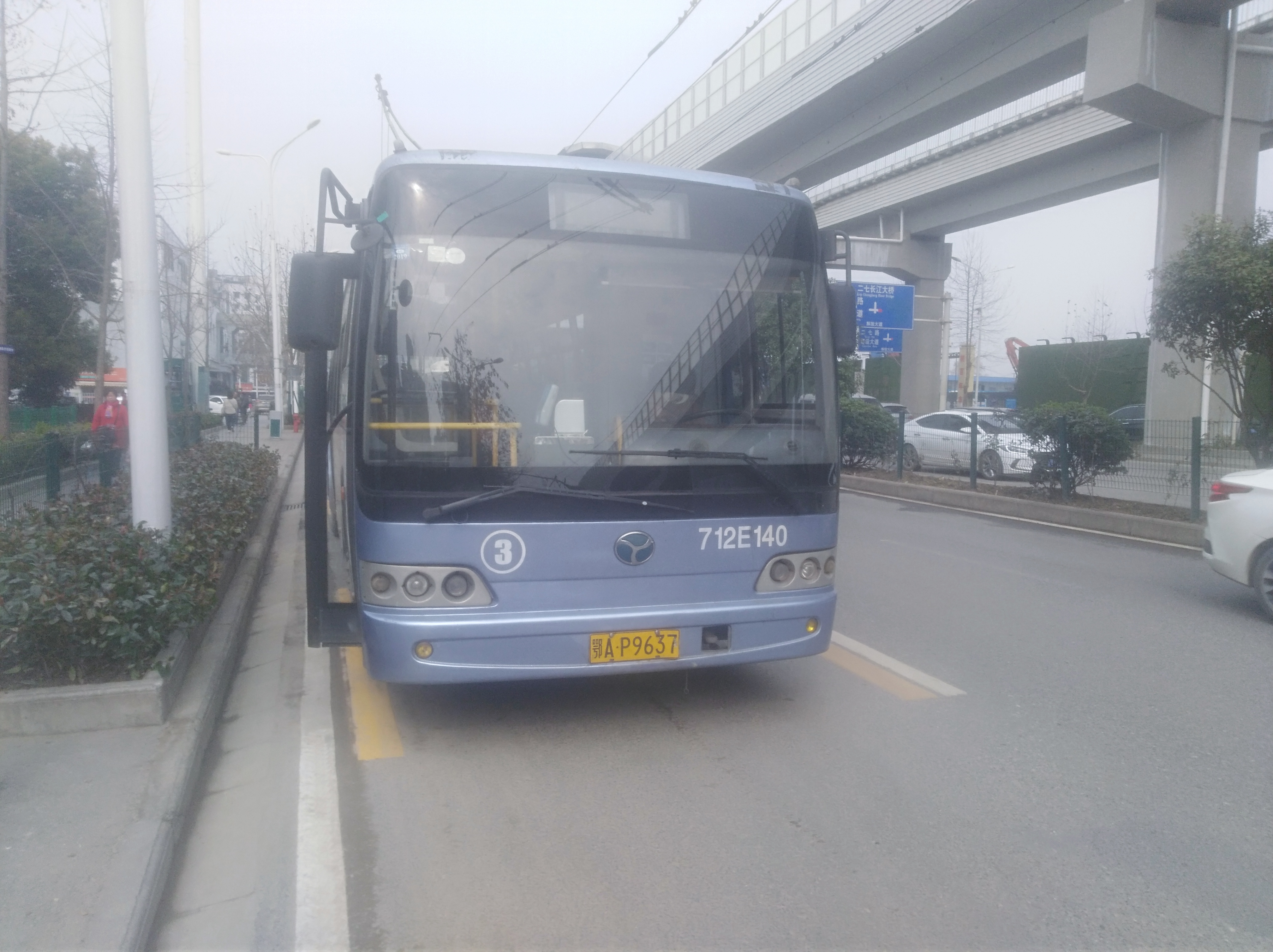
扬子江WGD61U公交车武汉有轨电车

- يومز - دنيبروبتروفسك، أوكرانيا
- يونجمان
- زيو (أوريتسكي) – انظر ترولزا扬子江WGD61U公交车武汉有轨电车

### الصانعون الذين توقف نشاطهم أو توقفوا عن إنتاج حافلات ترولي باص
- ألفا روميو، إيطاليا

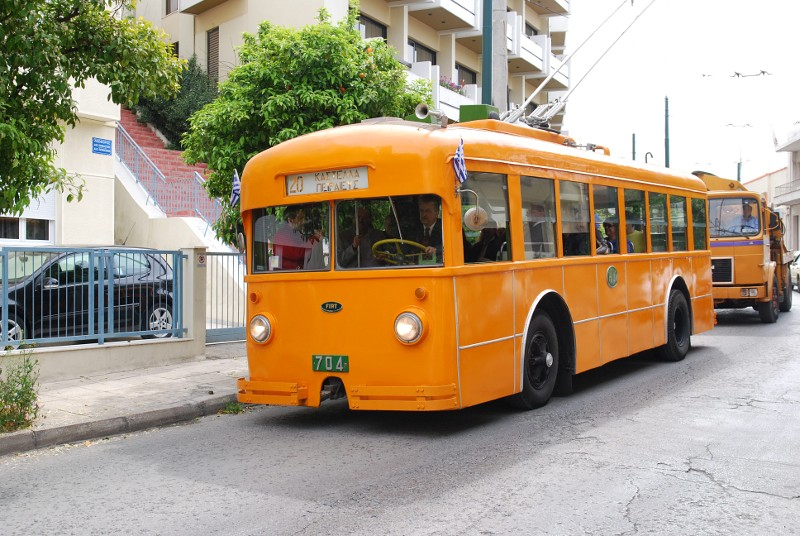
ترولي باص قديم محفوظ من إنتاج شركة "فيات" لخط بيريوس-كاستيلا في اليونان (1939)

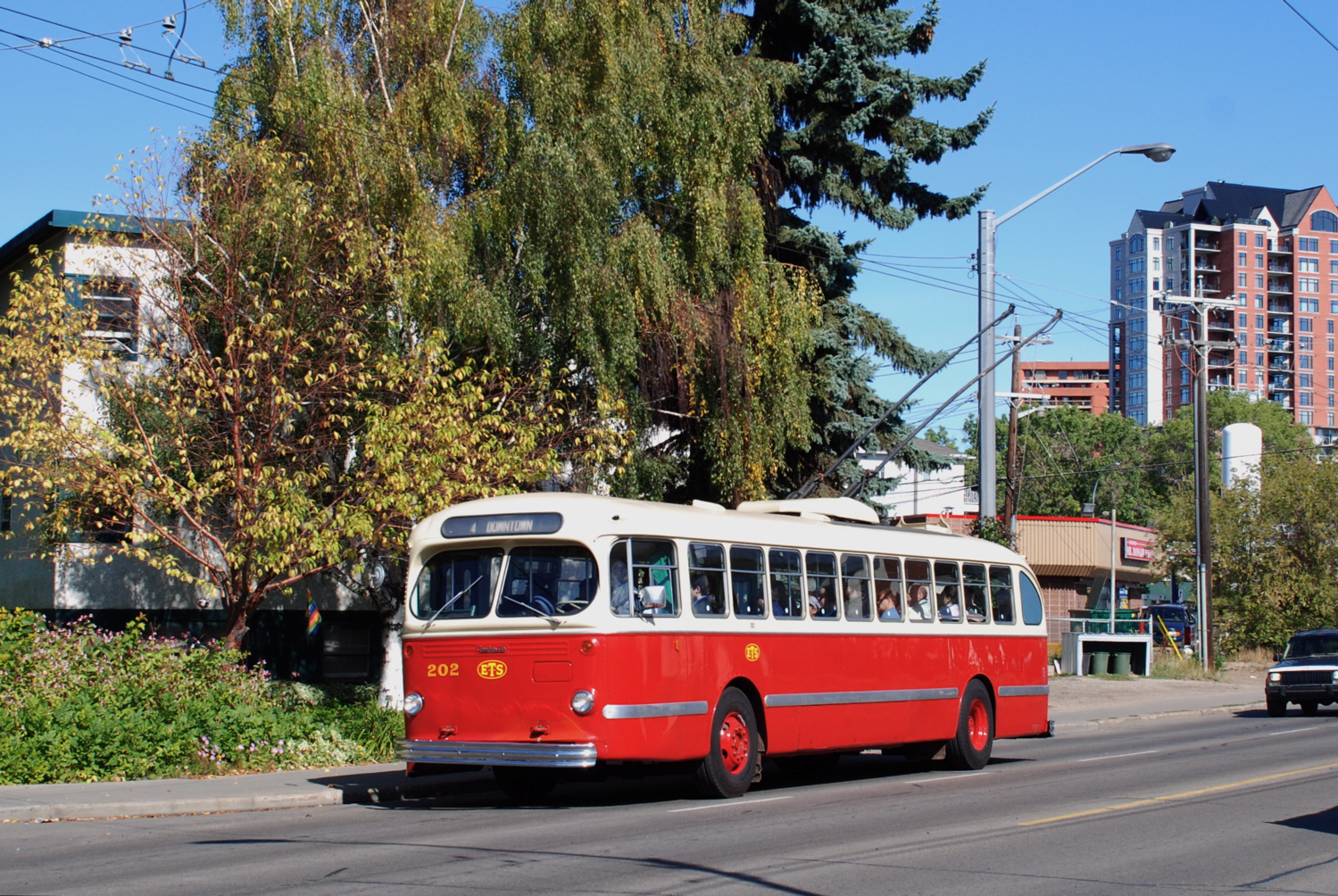
ترولي باص سي سي إف وبريل سنة 1954 في إدمونتون

- إيه إم جنرال، الولايات المتحدة الأمريكية
- أنسولدابريدا وسابقاتها أنسولدا ترانسبورتي وبريدا كوستروزديوني فيروفياري (ولكن ما زالت هناك شركة ذات صلة، بريدا مينارينيباص، تُنتج حافلات ترولي باص)، إيطاليا
- مصنع أفيانت إيركرافت، كييف، أوكرانيا
- شركة المعدات المتحدة "إيه إي سي"، المملكة المتحدة
- بيرنا، سويسرا
- بريتش يونيتد تراكشن، المملكة المتحدة
- كانديان كار آند فاوندري، كندا
- شافدار، بلغاريا
- كروسلي موتورز، المملكة المتحدة
- شركة دايملر موتور، المملكة المتحدة
- دينيس سبشياليست فيكلز، المملكة المتحدة
- شركة إلكتريك ترانزيت، شركة مشتركة مقرها في الولايات المتحدة الأمريكية
- فيات (الشركة الفرعية آيرس باص ما زالت تصنّع حافلات ترولي باص)، إيطاليا
- إف بي دبليو، سويسرا
- غراف آند ستيفت، النمسا
- جاي موتورز، المملكة المتحدة
- هينشل. ألمانيا
- إسبانو-سويزا، أسبانيا
- إيكاروس، المجر
- جيه جي بريل، الولايات المتحدة الأمريكية
- جيلش، بولندا
- لانشا، إيطاليا
- ليلاند موتورز، المملكة المتحدة
- مافيسا، البرازيل
- مارمون-هيرينغتون، الولايات المتحدة الأمريكية
- ميناريني، إيطاليا - استحوذت عليها شركة «بريدا» في عام 1989، وأسست شركة «بريدا مينارينيباص»
- إم إيه إس إيه شركة مكسيكانا دو أوتوبوسيز (ش.ذ.م.م) - الآن جزء من شركة فولفو، المكسيك
- إن إيه دبليو، سويسرا
- نيوبلان، ألمانيا (انظر فيسون باص، أعلاه)
- نيوبلان الولايات المتحدة الأمريكية
- بيجاسو، أسبانيا
- براجا، جمهورية التشيك
- بولمان ستاندرد، الولايات المتحدة الأمريكية
- ريتشارد جاريت آند صنز، المملكة المتحدة
- روكار، رومانيا
- سورير، سويسرا
- سالفادور كيتانو، البرتغال
- شركة سانت لويس كار، الولايات المتحدة الأمريكية
- سوسيمي، إيطاليا
- صن بيم، المملكة المتحدة
- تاترا، جمهورية التشيك
- مصنع توشينو ميكانيكال، روسيا
- توين كوتش، الولايات المتحدة الأمريكية
- فيترا، فرنسا
- مصنع ياروسلافل موتور، روسيا

## الأنواع

### قائمة حافلات ترولي باص منخفضة الأرضية
- أمبر فلنيس: 12ac
- إيه آر سي: 187Tr
- بيكونمومش: AKSM أو (BKM)- 221، 321، 333، 420
- بوجدان: E231، T501، T601، T701، T801، T901
- بوسكار: إربانوس بلاس
- ديزاين لاين
- هيس (أو كاروسيري هيس)
  - Eurotrolley 3
  - Swisstrolley 3
  - lighTram 3
- إيكاروس:، 411T، 412T
- آيرس باص: Civis، Cristalis، Citelis
- جومز: E186
- لاز
  - إلكترولاز: E183، E301
- مان: NMT222
- ماز: 103T، 203T
- مرسيدس بنز: O405NE، O405GNTD، O500U، O500UA، O530Tr12
- مترز: 5238، 5279، 6232
- نيوبلان
  - N6014/6021/6121
  - إلكترولاينر: N6216/N6221/N6316/N6321
- شركة نيو فلاير للصناعات: E40LFR، E60LFR
- روكار: E812
- سولاريس
  - ترولينو: 12, 15, 18
- سور: TN12، TNB12، TNB18
- سكودا: 21Tr، 22Tr، 24Tr، 25Tr، 26Tr، 27Tr، 28Tr، 30Tr، 31Tr
- ترولزا: ميجابوليس
- فان هول: A300T، A330T، AG300T
- فولفو: 7000T، B7Tr12
- جيلش: M121E

### حافلات ترولي باص بطابقين

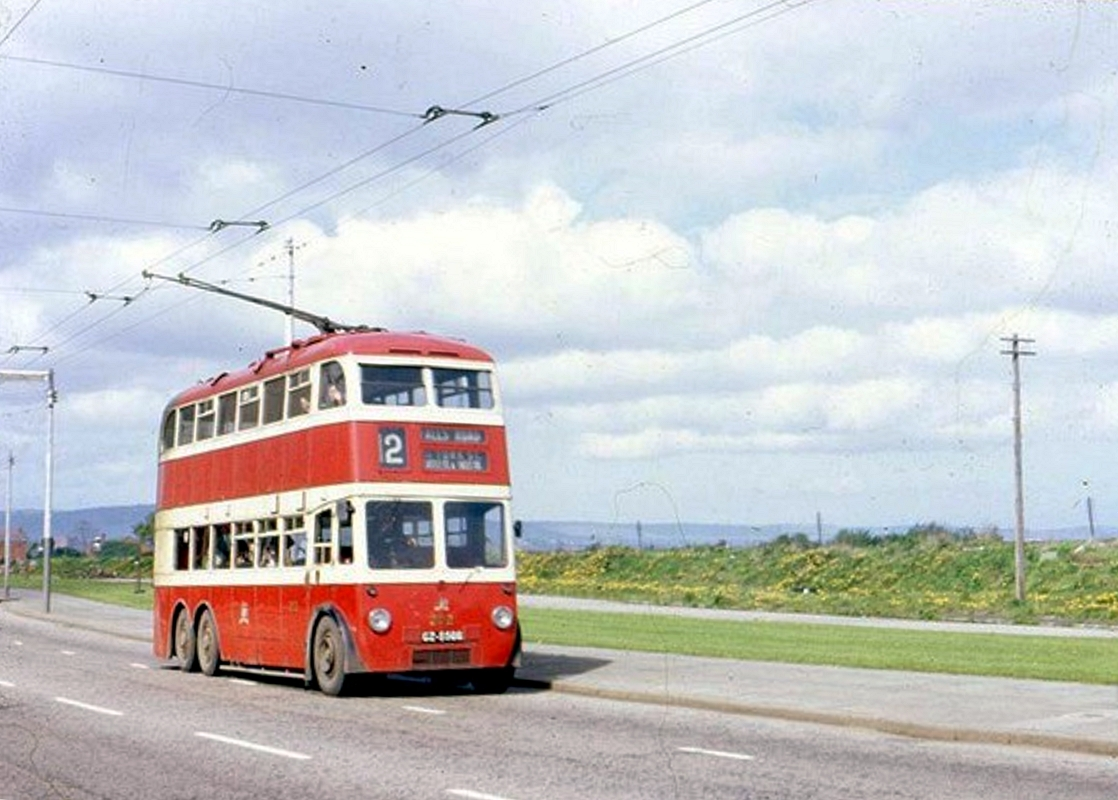
كانت هذه الحافلة ذات الطابقين آخر حافلة سارت في أيرلندا الشمالية على طريق شور، بلفاست في 1968

منذ أواخر عام 1997، لم تعد تُستخدم حافلات ترولي باص بطابقين في أي مكان في العالم، ولكن فيما مضى كان يوجد العديد من المصنعين الذين يُنتجون هذه المركبات. وكان معظم مصنعي حافلات ترولي باص بطابقين في المملكة المتحدة، إلا أنه كانت هناك بعض الحالات، غالبًا فردية، تم فيها تصنيع حافلات ترولي باص هذه في دول أخرى، بما فيها ألمانيا بواسطة شركة هينشل (لمدينة هامبورغ)، وفي إيطاليا بواسطة شركة لانشا (لمدينة بورتو، البرتغال)، وفي روسيا بواسطة مصنع ياروسلافل موتور (لمدينة موسكو) وفي أسبانيا بواسطة شركة ماكيترانس (لمدينة برشلونة). ومن بين المصنعين البريطانيين لحافلات ترولي باص بطابقين، شركات «إيه إي سي» و«بي يو تي» و«كروسلي» و«جاي» و«ليلاند» و«كارير» و«صن بيم» وغيرها.
في عام 2001، قامت شركة سيتي باص (هونغ كونغ) بتحويل حافلة دينيس دراجون (#701) إلى ترولي باص بطابقين، وتم اختباره على مسار طوله 300 متر في طريق ونج شوك هانج في نفس العام. وقررت هونغ كونغ عدم إنشاء شبكة ترولي باص، ولم يسفر عن اختبار هذا النموذج إنتاج المزيد من هذه المركبات.

## الاستخدام والصيانة
تستخدم حاليًا نحو 315 مدينة أو منطقة حضرية حافلات ترولي باص، وكان يوجد في السابق أكثر من 500 شبكة ترولي باص إضافية. لإلقاء نظرة عامة حسب الدولة، انظر استخدام ترولي باص حسب الدولة، وللاطلاع على قوائم كاملة لشبكات ترولي باص حسب الموقع وبتواريخ بدء التشغيل والتوقف (إذا كان ممكنًا)، انظر قائمة شبكات ترولي باص والقوائم ذات الصلة المفهرسة هنا.
توجد غالبية الشبكات الموجودة منذ عام 2010 في أوراسيا، بما فيها نحو 85 شبكة في روسيا وأكثر من 40 شبكة في أوكرانيا. ومع ذلك، توجد ثماني شبكات في أمريكا الشمالية وتسع شبكات في أمريكا الجنوبية وواحدة في قارة أستراليا (خصوصًا في نيوزيلندا).
تم الاحتفاظ بحافلات ترولي باص في معظم الدول التي استخدمتها. ويوجد في المملكة المتحدة أكبر عدد من حافلات ترولي باص المحفوظة؛ حيث يبلغ عددها أكثر من 110 حافلة، بينما يوجد في الولايات المتحدة نحو 70 حافلة. جدير بالذكر أن غالبية المركبات المحفوظة في حالة عرض ثابت فقط، ولكن هناك بعض المتاحف المجهزة بخط ترولي باص؛ مما يسمح بتشغيل حافلات ترولي باص للزوار. وتتضمن المتاحف التي توجد بها خطوط سير ترولي باص قيد التشغيل ثلاثة متاحف في إنجلترا - متحف ترولي باص في ساندتوفت (Trolleybus Museum at Sandtoft) ومتحف مواصلات شرق أنجليا (East Anglia Transport Museum) ومتحف المدينة السوداء الحي (Black Country Living Museum) - وثلاثة متاحف في الولايات المتحدة - متحف سكك حديد إلينوي (Illinois Railway Museum) ومتحف سيشور ترولي (Seashore Trolley Museum) ومتحف شورلاين للقاطرات (Shore Line Trolley Museum)  - ولكن تشغيل حافلات ترولي باص لا يتم بالضرورة وفقًا لجدول زمني منتظم في هذه المتاحف.

## الدوريات
- Trolleybus Magazine (ISSN 0266-7452). جمعية ترولي باص الوطنية (المملكة المتحدة)، نصف شهرية
- Trackless، مؤسسة ترولي باص برادفورد، ربع سنوية
- Trolleybus، جمعية ترولي باص البريطانية (المملكة المتحدة)، شهرية